# Гострий апендицит
Гострий апендицит — це неспецифічне запальне захворювання хробакоподібного паростка, яке характеризується швидким перебігом і виникненням серйозних ускладнень у перші дні (а то й години) захворювання.
Гострий апендицит — одне з найпоширеніших гострих хірургічних захворювань органів черевної порожнини. Захворюваність виявлена дещо більше в жінок, переважно вона залежить від віку і складає (В. Г. Зайцев, 1989): у дітей до 1 року — 3,48 випадки на 10 тис. населення, у дітей від 1 до 14 років — 11,4, від 15 до 59 років — 114,9, від 60 до 69 років — 29,7; 70 років і більше — 15,8.
Розповсюдженість апендициту серед населення надзвичайно висока, що створює величезну соціальну проблему (тимчасова втрата працездатності, а також сумарна висока летальність[джерело?]).

## Особливості
Приблизно 1/3 випадків гострий апендицит обумовлений обструкцією просвіту червоподібного відростка каловими камінням (фекалітами, чужорідними тілами, глистами, ін.). Фекаліти виявляють майже в 40% хворих на простий апендицит, у 65% хворих на деструктивний апендицит і 99% на перфоративний апендицит. 
У розвитку гострого апендициту привертають увагу 2 особливості:
- Надзвичайно швидкий розвиток процесу, не характерний для інших видів запалення (через 12-24 години після початку процесу може настати гангренізація паростка)
- Захворювання може мати нетиповий перебіг у дітей та осіб похилого віку

## Клінічна класифікація
Клінічна класифікація за В. І. Колосовим, яка залишається провідною й у наш час:
І. Гострий простий (поверхневий) апендицит:
- без загальноклінічних ознак і з вираженими, швидко зникаючими, місцевими проявами;
- із незначними загальноклінічними ознаками і вираженими, місцевими проявами захворювання.

ІІ. Деструктивний апендицит (флегмонозний, гангренозний, перфоративний):
- із клінічною картиною захворювання середньої важкості й ознаками місцевого перитоніту;
- із важкою клінічною картиною й ознаками місцевого перитоніту.

ІІІ. Ускладнений апендицит:
- із апендикулярним інфільтратом;
- із апендикулярним гнояком (абсцесом);
- із розлитим перитонітом;
- з іншими ускладненнями (пілефлебітом, сепсисом).

## Патанатомічна класифікація
Патанатомічна класифікація гострого апендициту (А. І. Абрикосов, 1957).
І. Катаральний (поверхневий) апендицит, первинний афект.
ІІ. Флегмонозний апендицит:
1. Простий флегмонозний апендицит.
2. Флегмонозно-виразковий апендицит.
3. Апостематозний апендицит:

- без перфорацій;
- із перфорацією.

ІІІ. Гангренозний апендицит (первинний, вторинний):
- без перфорації;
- із перфорацією.

## Перебіг хвороби
Має такі фази:
1. Епігастральна
2. Фаза локальних проявів
3. Фаза ускладнень:
  - перитоніт
  - апендикулярний інфільтрат
  - апендикулярний абсцес
  - пілефлебіт
  - абсцеси печінки
  - сепсис

## Ознаки гострого апендициту
Для правильної діагностики лікар зобов'язаний провести ретельне обстеження хворого: визначити частоту серцевих скорочень, АТ, провести аускультацію легень, серця, огляд периферичних лімфатичних вузлів, зіву, огляд живота. При огляді живота слід звертати увагу на його форму, симетричність, відсутність або наявність здуття, на участь передньої черевної стінки в акті дихання. Як правило, хворі з гострим апендицитом мають правильну і симетричну форму живота. Однак у деяких пацієнтів може спостерігатися здуття живота в правій клубовій ділянці за рахунок парезу сліпої кишки та термінального відділу тонкої кишки. У більшості хворих з гострим апендицитом визначається відставання правої половини живота від лівої в акті дихання, що пов'язано з напругою м'язів правої половини живота. Особливо це виражено при деструктивній формі запалення. У міру наростання перитоніту збільшується здуття живота.
Початок хвороби характеризується болем у правій клубовій ділянці, зазвичай має тупий ниючий характер, виникає раптово та наростає. У 30 % пацієнтів біль виникає в епігастральній або мезогастральній ділянках, і лише через кілька годин переміщується в праву клубову (симптом Кохера).
Іншими ознаками апендициту бувають:
- Біль в животі,найчастіше у правій клубовій ділянці
- Підвищення загальної температури тіла зазвичай до фібрилітету
- Нудота
- Блювання
- Здуття живота
- Затримка стільця та газів, якій іноді передує одно- дворазовий пронос
- Сухість у роті

## Лікування гострого апендициту
Основою лікувальної тактики є раннє хірургічне втручання.
Пацієнта потрібно терміново госпіталізувати у хірургічне відділення. При підтвердженні діагнозу хірургом, необхідно виконати оперативне лікування, найчастіше — апендектомія, не пізніше ніж через 2 години після госпіталізації. Цей час має бути використаний для підготовки хворого до ургентної операції (санітарна обробка, гоління живота, зондова евакуація шлункового вмісту тощо). Необхідно також виявити можливі супутні захворювання, які можуть підвищувати ризик операції. Метод знеболювання обирають анестезіолог та хірург. Останнє десятиріччя перевага надається ендотрахіальному наркозу, іноді? обирають епідуральну анестезію, або комбінацію місцевої анестезії та нейролептаналгезії.
Зазвичай операцію виконують через розріз Волковіча-Дяконова-Мак-Берні, хоча в окремих випадках користуються й іншими доступами, зокрема нижньо-серединною лапаротомією. Значна кількість пацієнтів може бути прооперована лапароскопічно, що дає в основному косметичний ефект. Метою операції є видалення патологічно зміненого паростка, при наявності гнійного ексудату — дренування черевної порожнини.